# Snabelmossa
Snabelmossa (Voitia hyperborea) är en bladmossart som beskrevs av Greville och George Arnott Walker Arnott 1822. Snabelmossa ingår i släktet snabelmossor, och familjen Splachnaceae. Arten har ej påträffats i Sverige. Inga underarter finns listade i Catalogue of Life.